# Synagogenbezirk Hörde
Der Synagogenbezirk Hörde mit Sitz in Hörde, heute ein Stadtteil von Dortmund in Nordrhein-Westfalen, wurde nach dem Preußischen Judengesetz von 1847 geschaffen.
Zum Synagogenbezirk gehörten bis etwa 1910 auch die jüdischen Familien in Aplerbeck, Barop, Berghofen, Brackel, Kirchhörde und Sölde.